# Haplolabida indivisa
Haplolabida indivisa är en fjärilsart som beskrevs av Aurivillius 1910. Haplolabida indivisa ingår i släktet Haplolabida och familjen mätare. Inga underarter finns listade i Catalogue of Life.